# Świniary Małe
Świniary Małe est un village de Pologne situé dans la voïvodie d'Opole.